# علمتك (ألبوم)
رابع ألبوم للفنان المصري الراحل عامر منيب, تم إصداره في مارس عام 1996.

## قائمة الأغاني
- 1. آخِر كَلام
- 2. عَلِّمتَك
- 3. بَعد كُلّ العُمر دَه
- 4. إيه الحِكاية (تم تصويرها)
- 5. اِوعَى تفَكَّر
- 6. يا حَبيبي
- 7. يا لِيل
- 8. الحياة طَريق